# 张王镇
张王镇，原为张王乡，是中华人民共和国四川省广元市剑阁县下辖的一个乡镇级行政单位。2018年撤乡设镇。。区划代码改为510823123。

## 行政区划
张王镇下辖以下地区：
嘉陵村、苍山村、大柏村、紫荆村、长石村、金光村、金黄村、穿井村、号角村和陵江村。